# 若尔戈讷
若尔戈讷（法語：Jaulgonne，法語發音：[ʒolɡɔn]）是法国上法蘭西大區埃纳省的一个市镇，属于蒂耶里堡区。

## 地理
若尔戈讷（49°5'18"N, 3°32'1"E）面积1.78 平方千米，位于法国上法蘭西大區埃纳省，该省份为法国北部内陆省份，北起北部省，西接索姆省和瓦兹省，东临阿登省和马恩省，西南至塞纳-马恩省，东北部与比利时接壤。
与若尔戈讷接壤的市镇（或旧市镇、城区）包括：马恩河畔巴尔济、勒沙尔梅勒、沙尔泰沃、库尔特蒙-瓦雷讷。

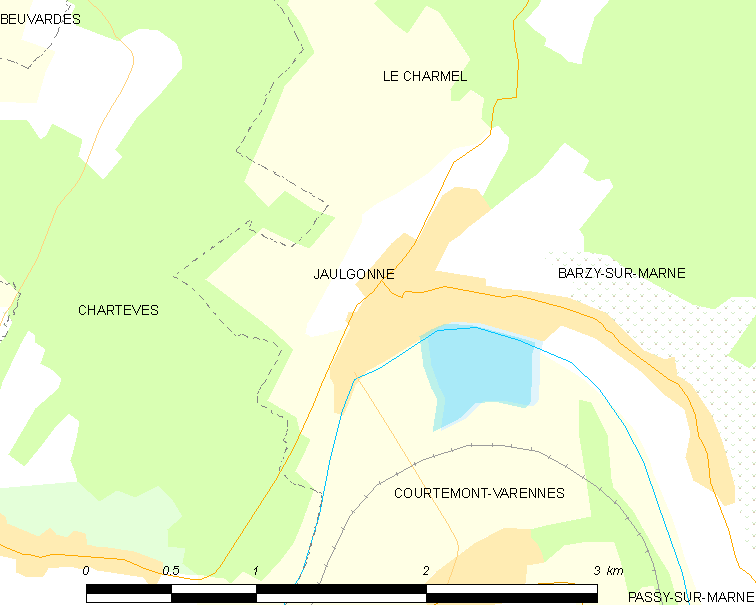
若尔戈讷的OSM定位图

若尔戈讷的时区为UTC+01:00、UTC+02:00（夏令时）。

## 行政
若尔戈讷的邮政编码为02850，INSEE市镇编码为02389。

## 政治
若尔戈讷所属的省级选区为马恩河畔埃索姆县。

## 人口

1962-2008年间若尔戈讷人口变化图示

若尔戈讷于2022年1月1日时的人口数量为669人。